# Ágúst Þór Jóhannsson
Ágúst Þór Jóhannsson (født 19. februar 1977 på Island, Agust Thor Johannsson i dansk skriftsprog) er en islandsk håndboldtræner. Han spiller på Islands håndboldlandshold, og deltog under VM 2011 i Brasilien.

## Karriere
Jóhannsson har ledet Levanger Håndballklubb siden 2009, og vil forlade klubben efter 2011/12-sæsonen.
Den 23. marts 2011 tog Jóhannsson over for det islands kvindehåndboldlandshold efter Júlíus Jónasson, og deltog i sit første mesterskab under VM 2011.